# مطار إيل
مطار إيل (إياتا: HCM، إيكاو: HCME) هو مطار يخدم مدينة أيل بمحافظة نوجال في ولايةبونتلاند الصومالية.

## المرافق
يقع المطار على ارتفاع 879 قدم (268 م) فوق مستوى سطح البحر، وله مدرج يبلغ ارتفاعه 1,050 متر (3,445 قدم).